# Zed Ngavirue
Zed Ngavirue, mit vollständigem Namen Zedekia Josef Ngavirue (* 4. März 1933 in Südwestafrika; † 24. Juni 2021 in Windhoek), war ein namibischer Diplomat und Verhandlungsführer.

## Ausbildung und berufliche Werdegang
Ngavirue besuchte das Augustineum. Er erhielt tertiäre Bildungsabschluss in Philosophie (Bachelor) der Universität Uppsala in Schweden und einen Doktorgrad der Oxford University im Vereinigten Königreich.
Ngavirue gründete 1960 die mehrsprachige Zeitung The South West News, bei der der Nationalismus im Vordergrund stand. Zu dieser Zeit war er bereits Mitglied der South-West African National Union (SWANU).
1960 kehrte Ngavirue Südwestafrika den Rücken. Er lehrte unter anderem zwischen 1972 und 1978 an der University of Papua New Guinea in Port Moresby und kehrte 1981 in seine Heimat zurück. Dort übernahm er zwischen 1983 und 1989 verschiedene führende Positionen beim Bergbauunternehmen Rössing Uranium Limited.
Nach der Unabhängigkeit Namibias war Ngavirue Generaldirektor Nationalen Planungskommission bis 1995. Anschließend war er bis 2003 Botschafter bei der Europäischen Union in Brüssel.
2003 ging Ngavirue mit 70 Jahren in den Ruhestand. Er war anschließend dennoch in verschiedenen Ämtern für die Regierung tätig. 2013 war er Mitglied der 4. Delimitation Commission of Namibia. Ab 2015 war Ngavirue Sondergesandter und Verhandlungsführer Namibias bei den Völkermord-Gesprächen zum Aufstand der Herero und Nama mit Deutschland.
Ngavirue starb an den Folgen einer COVID-19-Erkrankung.